# 第三代布魯克伯勒子爵艾倫·布魯克
第三代布魯克伯勒子爵艾倫·亨利·布魯克 KG KStJ DL（1952年6月30日—）是一名北愛爾蘭貴族、英國上議院議員及土地主。

## 生平
布魯克曾就讀於哈羅公學、米爾菲爾德學校及皇家農業學院（現為皇家農業大學）。他在1971年加入英國陸軍，並獲分配至第17/第21槍騎兵團，再於1977年轉至阿爾斯特防衛團（其後於1992年與愛爾蘭皇家別動隊合併為皇家愛爾蘭團）服役。他在1993年獲晉升為中校，並於1997年獲任命為皇家愛爾蘭團第4/第5營的名譽上校。
1980年，布魯克與珍妮特·伊莉莎白·庫克結婚。夫妻二人居住在北愛爾蘭弗馬納郡附近面積逾1,000英畝（4.0平方）的科爾布魯克莊園，其中包括了採用新古典主義風格、建於十九世紀初期的布魯克家族祖宅科爾布魯克府。由於子爵夫婦婚後至今未有子嗣，他的弟弟克里斯多福·布魯克是子爵爵位的推定繼承人，並將在布魯克逝世後繼承包括科爾布魯克府在內的財產。

## 榮譽
1987年3月5日，布魯克繼承其父親約翰·布魯克的爵位，為第三代布魯克伯勒子爵，並得以世襲貴族身份列席英國上議院為中立議員。自《1999年上議院法令》通過後，世襲貴族的當然席次被廢除，改為通過世襲貴族選舉產生；布魯克則在法律生效後的第一次選舉中參選，並成功重新獲選入上議院。他是弗馬納統一主義者協會（Co Fermanagh Unionist Association）的主席，並曾在2001年獲任命為北愛爾蘭警務委員會的獨立委員。
布魯克在1997年獲英女王伊莉莎白二世任命為私人宮廷侍從，並擔任該職務至今。他曾在2011年5月代表英女王在白金漢宮接見時任美國總統巴拉克·奧巴馬和第一夫人米歇爾·奧巴馬，以及在2024年6月代表英王查爾斯三世迎接訪英的日本天皇德仁和皇后雅子伉儷。他也在2012年獲任命為弗馬納郡郡尉，其父此前也曾擔任同一職位。
他在2014年獲授予聖約翰爵級正義司令勳章，其後更於2018年獲英女王伊莉莎白二世授予英國最高榮譽之一的嘉德勳章。另外，布魯克也曾在2015年獲墨西哥政府授予大綬級阿茲特克雄鷹勳章。

## 紋章
|  | 冠冕子爵冠冕 飾章呈行走狀的銀獾 盾紋黃色背景，左右分別為紅黑兩色的鋸齒狀十字架，左上為一個黑色新月，中上方則為代表從男爵的小方塊 扶盾者左側為黑色海豚；右側為雙尾藍舌紅獅 銘言至終榮耀（Gloria Finis） 勳章嘉德勳章 聖約翰爵級正義司令勳章 旗幟 作為嘉德勳章騎士團成員懸挂於聖喬治禮拜堂的旗幟 |

## 外部連結
- Hansard 1803–2005: 布魯克伯勒子爵在國會中的貢獻

| 聯合王國貴族爵位                    | 聯合王國貴族爵位                                  | 聯合王國貴族爵位      |
| ----------------------------------- | ------------------------------------------------- | --------------------- |
| 前任者： 約翰·布魯克                | 布魯克伯勒子爵 1987— 英國上議院議員 （1987—1999） | 現任                  |
| 大不列颠及北爱尔兰联合王国国会      |                                                   |                       |
| 新頭銜 根據《1999年上議院法令》創立 | 英國上議院議員（世襲貴族選舉選出） 1999—          | 現任                  |
| 榮銜                                |                                                   |                       |
| 前任者： 厄恩伯爵                   | 弗馬納郡郡尉 2012—                                | 現任                  |
| 聯合王國排位名單                    |                                                   |                       |
| 前任者： 瑟索子爵                   | 紳士 布魯克伯勒子爵                               | 下一順位： 諾里奇子爵 |